# Okresní soud v Kroměříži
Okresní soud v Kroměříži je okresní soud se sídlem v Kroměříži, jehož odvolacím soudem je Krajský soud v Brně – pobočka ve Zlíně. Rozhoduje jako soud prvního stupně ve všech trestních a civilních věcech, ledaže jde o specializovanou agendu (nejzávažnější trestné činy, insolvenční řízení, spory ve věcech obchodních korporací, hospodářské soutěže, duševního vlastnictví apod.), která je svěřena krajskému soudu.

## Budova
Soud se nachází v historické budově s bezbariérovým přístupem na Soudní ulici. Původně soud zasedal v budově kroměřížské radnice. Budova trestnice „byla vzdálena od budovy soudní asi deset minut cesty“ v Moravcově ulici (pojmenovaná podle Františka Moravce (1734–1814), historika a profesora kroměřížského piaristického gymnázia) č. 19 a 20 téměř naproti Židovského obecního domu. Jedním z podnětů vystavby nové soudní budovy a trestnice bylo tedy i potupné předvádění soudně vyšetřovaných lidí z trestnice k soudnímu jednání na radnici (dokonce kolem kostela Nanebevzetí Panny Marie na Riegrově náměstí), protože „předvádění delikventů velmi frekventovanými ulicemi vždy velký shluk a pohoršení působí“. Obecní výbor se na prodeji pozemků na okraji města přiléhajících zadní částí k oplocení Květné zahrady v nově zakládané ulici Dra. Jana Kozánka (v letech 1948–1953 ulice Vítězného února, nyní ulice Soudní) eráru usnesl 5. května 1909 za 16 350 korun. Tyto peníze chtělo město upotřebit k zakoupení pozemků od arcibiskupského velkostatku ke zřízení nového městského hřbitova z důvodu velkého nárůstu počtu obyvatel v důsledku postavení Zemského léčebného ústavu císaře Františka Josefa I. Veřejná soutěž na zajištění dodávek a provedení prací pro novostavbu c. k. úřední budovy okresního soudu a trestnice byla vypsána v květnu roku 1913. Soutěž vyhrál místní stavitel František Mazáč (nar. 20. 11. 1874 v Žamberku) a bezodkladně začal s pracemi. Stavbu přerušila první světová válka, a i když se do dokončení stavby v roce 1916 aktivně angažoval zastupitel Vilibald Mildschuh, byla dokončena až v roce 1919. Během stavby byla ministerským výnosem z 23. prosince 1913 povolena nadstavba prvního patra na obou dvorních křídlech soudní budovy, za účelem získání dalších potřebných místností. Původní prostory soudu byly využity na novou obecní zasedací síň a v bývalé trestnici v Moravcově ulici bylo upraveno devět místností, které se ihned pronajaly, aby „odpomohly bytové tísni“.

## Soudní obvod
Obvod Okresního soudu v Kroměříži se zcela neshoduje s okresem Kroměříž, patří do něj území všech těchto obcí:
Bařice-Velké Těšany •
Bělov •
Bezměrov •
Blazice •
Bořenovice •
Brusné •
Břest •
Bystřice pod Hostýnem •
Cetechovice •
Dřínov •
Holešov •
Honětice •
Horní Lapač •
Hoštice •
Hulín •
Chomýž •
Chropyně •
Chvalčov •
Chvalnov-Lísky •
Jankovice •
Jarohněvice •
Karolín •
Komárno •
Koryčany •
Kostelany •
Kostelec u Holešova •
Kroměříž •
Kunkovice •
Kurovice •
Kvasice •
Kyselovice •
Lechotice •
Litenčice •
Loukov •
Lubná •
Ludslavice •
Lutopecny •
Martinice •
Míškovice •
Morkovice-Slížany •
Mrlínek •
Němčice •
Nítkovice •
Nová Dědina •
Osíčko •
Pacetluky •
Pačlavice •
Počenice-Tetětice •
Podhradní Lhota •
Prasklice •
Pravčice •
Prusinovice •
Přílepy •
Rajnochovice •
Rataje •
Roštění •
Roštín •
Rusava •
Rymice •
Skaštice •
Slavkov pod Hostýnem •
Soběsuky •
Střílky •
Střížovice •
Sulimov •
Šelešovice •
Troubky-Zdislavice •
Třebětice •
Uhřice •
Věžky •
Vítonice •
Vrbka •
Zahnašovice •
Záříčí •
Zástřizly •
Zborovice •
Zdounky •
Zlobice •
Žalkovice •
Žeranovice